# Бонндорфський грабен

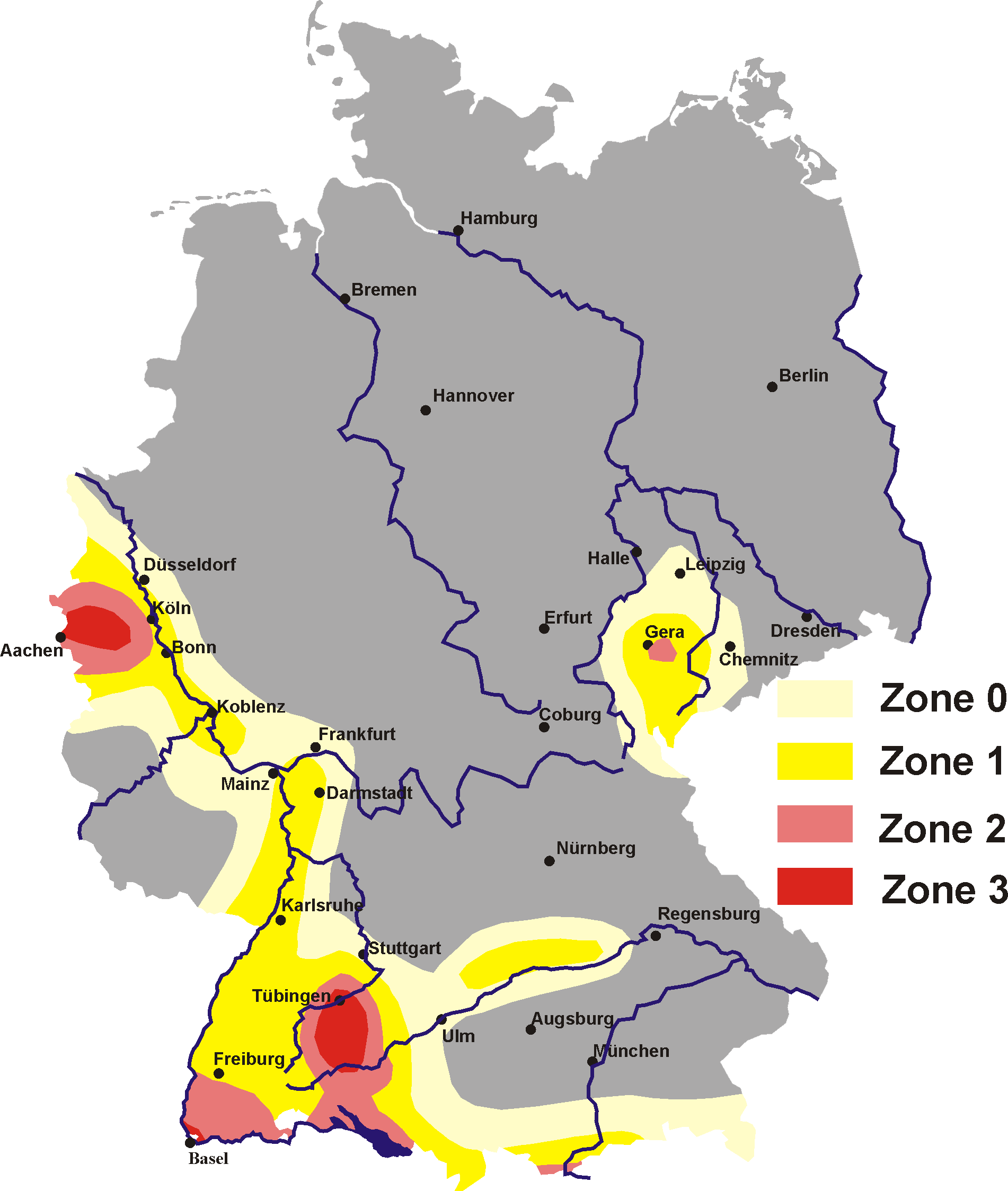
они землетрусів

Бонндорфський грабен (нім. Bonndorfer Graben) — тектонічна система грабенів, на східній околиці Шварцвальду та в Баарі між Бонндорфом (на півдні) та Донауешингеном (на півночі). 
Через нього протікає верхів'я Вутах. 
Утворений під час Герцинського орогенезу, грабен був відновлений у третинному періоді; він прорізає фундамент і покривні породи. 
Бонндорфський грабен продовжується через Шварцвальд як Ленцкірхерський грабен поблизу Ленцкірха, 
 
долина Гелленталь і Фрайбурзька затока, що веде до Верхньорейнського грабену біля Кайзерштуля. 
Потім він прямує на схід через Блумберг, його можна спостерігати біля Рідешингер-Травертін і Блауер-Штайн, у напрямку до Енгена в Гегау з вулканічними утвореннями Гоенштоффельн, Гоенкреен, Гоентвіль, Гевенегг, Гоенгевен і Нойгевен, Мегдеберг, Гоенкреен, Штауфен і Розенегг до Боденського озера.
Внаслідок опускання в Бонндорфському грабені Юра Швабського Альбу та давніші шари покривної породи (бунтерський пісковик, мушлевий вапняк, кеупер) виступають на захід.